# Choneplax
Choneplax is een geslacht van keverslakken uit de familie van de Acanthochitonidae.

## Soorten
- Choneplax indica Odhner, 1919
- Choneplax lata (Guilding, 1829)
- Choneplax littlerorum Sirenko, 2003[1]